# Eublemma staudingeri
Eublemma staudingeri är en fjärilsart som beskrevs av Hans Daniel Johan Wallengren 1875. Eublemma staudingeri ingår i släktet Eublemma och familjen nattflyn. Inga underarter finns listade i Catalogue of Life.